# Squash-Mannschaftsweltmeisterschaft 1987
Die 11. Mannschafts-Weltmeisterschaft der Herren (englisch 1987 Men's World Team Squash Championships) fand vom 17. bis 31. Oktober 1987 in London im Vereinigten Königreich statt. Insgesamt 27 Mannschaften nahmen teil, was einen neuen Rekord bedeutete. Mit der Schweiz, Dänemark und der ersten Mannschaft aus Südamerika, Brasilien, gaben drei Mannschaften ihr Debüt bei einer Weltmeisterschaft.
Titelverteidiger war Pakistan, das seinen Titel wie schon bei den vorangegangenen Weltmeisterschaften verteidigte. Im Finale besiegte die pakistanische Mannschaft erneut Neuseeland und sicherte sich dadurch seinen fünften Mannschaftstitel. England besiegte im Spiel um Platz drei Australien und revanchierte sich damit für die Niederlage in derselben Partie beim Turnier 1985. Die Mannschaft der Bundesrepublik Deutschland belegte den 14. Rang. Die Schweiz konnte bei ihrem Debüt Platz 18 belegen.

## Modus
Die teilnehmenden Mannschaften traten in vier Gruppen an. Innerhalb der Gruppe wurde im Round Robin-Modus gespielt, die beiden bestplatzierten Mannschaften zogen ins Viertelfinale ein. Dieses wurde im K.-o.-System ausgetragen. Alle Plätze wurden ausgespielt. Erstmals in der Geschichte der Mannschaftsweltmeisterschaft wurde im Vorfeld eine Qualifikation ausgetragen. Hier traten jeweils vier Mannschaften in zwei Gruppen an. Die Gruppensieger qualifizierten sich direkt für die Weltmeisterschaft. Die Gruppenzweiten und -dritten spielten in einer Play-off-Runde zwei weitere Qualifikationsplätze aus.
Alle Mannschaften bestanden aus mindestens drei und höchstens vier Spielern, die in der Reihenfolge ihrer Spielstärke gemeldet werden mussten. Pro Begegnung wurden drei Einzelpartien bestritten. Eine Mannschaft hatte gewonnen, wenn ihre Spieler zwei der Einzelpartien gewinnen konnten. Die Spielreihenfolge der einzelnen Partien war unabhängig von der Meldereihenfolge der Spieler.

## Ergebnisse

### Qualifikation

#### Gruppe A
| Rang | Land    | Sp. | S | N | Sp.-Diff. | Punkte |
| ---- | ------- | --- | - | - | --------- | ------ |
| 1    | Spanien | 3   | 3 | 0 | 7:2       | 6      |
| 2    | Italien | 3   | 2 | 1 | 6:3       | 4      |
| 3    | Belgien | 3   | 1 | 2 | 5:4       | 2      |
| 4    | Nigeria | 3   | 0 | 3 | 0:9       | 0      |

| Italien | – | Belgien | 2:1              |
| Spanien | – | Nigeria | nicht angetreten |
| Belgien | – | Nigeria | nicht angetreten |
| Italien | – | Spanien | 1:2              |
| Italien | – | Nigeria | nicht angetreten |
| Spanien | – | Belgien | 2:1              |

#### Gruppe B
| Rang | Land     | Sp. | S | N | Sp.-Diff. | Punkte |
| ---- | -------- | --- | - | - | --------- | ------ |
| 1    | Dänemark | 3   | 3 | 0 | 8:1       | 6      |
| 2    | Norwegen | 3   | 2 | 1 | 7:2       | 4      |
| 3    | Kuwait   | 3   | 1 | 2 | 3:6       | 2      |
| 4    | Monaco   | 3   | 0 | 3 | 0:9       | 0      |

| Dänemark | – | Kuwait   | 3:0 |
| Norwegen | – | Monaco   | 3:0 |
| Dänemark | – | Monaco   | 3:0 |
| Norwegen | – | Kuwait   | 3:0 |
| Kuwait   | – | Monaco   | 3:0 |
| Dänemark | – | Norwegen | 2:1 |

#### Play-offs
| Norwegen | – | Belgien | 2:1 |
| Kuwait   | – | Italien | 2:1 |

### Vorrunde

#### Gruppe A
| Rang | Land           | Sp. | S | N | Sp.-Diff. | Punkte |
| ---- | -------------- | --- | - | - | --------- | ------ |
| 1    | Pakistan       | 5   | 5 | 0 | 15:0      | 10     |
| 2    | Schweden       | 5   | 4 | 1 | 12:3      | 8      |
| 3    | BR Deutschland | 5   | 3 | 2 | 8:7       | 6      |
| 4    | Norwegen       | 5   | 2 | 3 | 5:10      | 4      |
| 5    | Griechenland   | 5   | 1 | 4 | 3:12      | 2      |
| 6    | Malaysia       | 5   | 0 | 5 | 2:13      | 0      |

| Pakistan | – | Schweden       | 3:0 |
| Pakistan | – | BR Deutschland | 3:0 |
| Pakistan | – | Norwegen       | 3:0 |
| Pakistan | – | Griechenland   | 3:0 |
| Pakistan | – | Malaysia       | 3:0 |

| Schweden       | – | BR Deutschland | 3:0 |
| Schweden       | – | Norwegen       | 3:0 |
| Schweden       | – | Griechenland   | 3:0 |
| Schweden       | – | Malaysia       | 3:0 |
| BR Deutschland | – | Norwegen       | 2:1 |

| BR Deutschland | – | Griechenland | 3:0 |
| BR Deutschland | – | Malaysia     | 3:0 |
| Norwegen       | – | Griechenland | 2:1 |
| Norwegen       | – | Malaysia     | 2:1 |
| Griechenland   | – | Malaysia     | 2:1 |

#### Gruppe B
| Rang | Land               | Sp. | S | N | Sp.-Diff. | Punkte |
| ---- | ------------------ | --- | - | - | --------- | ------ |
| 1    | Neuseeland         | 5   | 5 | 0 | 15:0      | 10     |
| 2    | Kanada             | 5   | 4 | 1 | 10:5      | 8      |
| 3    | Finnland           | 5   | 3 | 2 | 9:6       | 6      |
| 4    | Wales              | 5   | 2 | 3 | 6:9       | 4      |
| 5    | Vereinigte Staaten | 5   | 1 | 4 | 5:10      | 2      |
| 6    | Dänemark           | 5   | 0 | 5 | 0:15      | 0      |

| Neuseeland | – | Kanada             | 3:0 |
| Neuseeland | – | Finnland           | 3:0 |
| Neuseeland | – | Wales              | 3:0 |
| Neuseeland | – | Vereinigte Staaten | 3:0 |
| Neuseeland | – | Dänemark           | 3:0 |

| Kanada   | – | Finnland           | 2:1 |
| Kanada   | – | Wales              | 2:1 |
| Kanada   | – | Vereinigte Staaten | 3:0 |
| Kanada   | – | Dänemark           | 3:0 |
| Finnland | – | Wales              | 3:0 |

| Finnland           | – | Vereinigte Staaten | 2:1 |
| Finnland           | – | Dänemark           | 3:0 |
| Wales              | – | Vereinigte Staaten | 2:1 |
| Wales              | – | Dänemark           | 3:0 |
| Vereinigte Staaten | – | Dänemark           | 3:0 |

#### Gruppe C
| Rang | Land        | Sp. | S | N | Sp.-Diff. | Punkte |
| ---- | ----------- | --- | - | - | --------- | ------ |
| 1    | Australien  | 5   | 5 | 0 | 15:0      | 10     |
| 2    | Singapur    | 5   | 4 | 1 | 11:4      | 8      |
| 3    | Niederlande | 5   | 3 | 2 | 8:7       | 6      |
| 4    | Frankreich  | 5   | 2 | 3 | 6:9       | 4      |
| 5    | Schweiz     | 5   | 1 | 4 | 2:13      | 2      |
| 6    | Spanien     | 5   | 0 | 5 | 3:12      | 0      |

| Australien | – | Singapur    | 3:0 |
| Australien | – | Niederlande | 3:0 |
| Australien | – | Frankreich  | 3:0 |
| Australien | – | Schweiz     | 3:0 |
| Australien | – | Spanien     | 3:0 |

| Singapur    | – | Niederlande | 2:1 |
| Singapur    | – | Frankreich  | 3:0 |
| Singapur    | – | Schweiz     | 3:0 |
| Singapur    | – | Spanien     | 3:0 |
| Niederlande | – | Frankreich  | 2:1 |

| Niederlande | – | Schweiz | 3:0 |
| Niederlande | – | Spanien | 2:1 |
| Frankreich  | – | Schweiz | 3:0 |
| Frankreich  | – | Spanien | 2:1 |
| Schweiz     | – | Spanien | 2:1 |

#### Gruppe D
| Rang | Land       | Sp. | S | N | Sp.-Diff. | Punkte |
| ---- | ---------- | --- | - | - | --------- | ------ |
| 1    | England    | 5   | 5 | 0 | 15:0      | 10     |
| 2    | Ägypten    | 5   | 4 | 1 | 11:4      | 8      |
| 3    | Schottland | 5   | 3 | 2 | 8:7       | 6      |
| 4    | Irland     | 5   | 2 | 3 | 7:8       | 4      |
| 5    | Brasilien  | 5   | 1 | 4 | 4:11      | 2      |
| 6    | Kuwait     | 5   | 0 | 5 | 0:15      | 0      |

| England | – | Ägypten    | 3:0 |
| England | – | Schottland | 3:0 |
| England | – | Irland     | 3:0 |
| England | – | Brasilien  | 3:0 |
| England | – | Kuwait     | 3:0 |

| Ägypten    | – | Schottland | 3:0 |
| Ägypten    | – | Irland     | 2:1 |
| Ägypten    | – | Brasilien  | 3:0 |
| Ägypten    | – | Kuwait     | 3:0 |
| Schottland | – | Irland     | 2:1 |

| Schottland | – | Brasilien | 3:0 |
| Schottland | – | Kuwait    | 3:0 |
| Irland     | – | Brasilien | 2:1 |
| Irland     | – | Kuwait    | 3:0 |
| Brasilien  | – | Kuwait    | 3:0 |

### Viertelfinale
| Neuseeland | – | Ägypten  | 3:0 |
| England    | – | Kanada   | 3:0 |
| Pakistan   | – | Singapur | 3:0 |
| Australien | – | Schweden | 3:0 |

### Halbfinale
| Neuseeland | – | England    | 2:1 |
| Pakistan   | – | Australien | 2:1 |

### Finale
| Pakistan                                                    | Finale | Neuseeland                                                     |
| ----------------------------------------------------------- | --- | -------------------------------------------------------------- |
| Team Jansher Khan Jahangir Khan Umar Hayat Khan Qamar Zaman | Datum: 31. Oktober 1987 Ort: London \| Jahangir Khan \| 9:5, 9:1, 9:0 \| Stuart Davenport \| \| Jansher Khan \| 2:9, 9:0, 8:10, 9:0, 9:6 \| Ross Norman \| \| Umar Hayat Khan \| 9:5, 9:2, 9:2 \| Stephen Cunningham \| Resultat: 3:0 | Team Ross Norman Stuart Davenport Stephen Cunningham Rory Watt |
| Jahangir Khan                                               | 9:5, 9:1, 9:0 | Stuart Davenport                                               |
| Jansher Khan                                                | 2:9, 9:0, 8:10, 9:0, 9:6 | Ross Norman                                                    |
| Umar Hayat Khan                                             | 9:5, 9:2, 9:2 | Stephen Cunningham                                             |

## Abschlussplatzierungen
| Rang | Mannschaft |
| 01.  | Pakistan   |
| 02.  | Neuseeland |
| 03.  | England    |
| 04.  | Australien |
| 05.  | Schweden   |
| 06.  | Ägypten    |
| 07.  | Singapur   |
| 08.  | Kanada     |

| Rang | Mannschaft     |
| 09.  | Schottland     |
| 10.  | Niederlande    |
| 11.  | Finnland       |
| 12.  | Frankreich     |
| 13.  | Wales          |
| 14.  | BR Deutschland |
| 15.  | Irland         |
| 16.  | Norwegen       |

| Rang | Mannschaft         |
| 17.  | Brasilien          |
| 18.  | Schweiz            |
| 19.  | Vereinigte Staaten |
| 20.  | Spanien            |
| 21.  | Dänemark           |
| 22.  | Griechenland       |
| 23.  | Malaysia           |
| 24.  | Kuwait             |